# Liptena submacula
Liptena submacula är en fjärilsart som beskrevs av Percy I. Lathy 1903. Liptena submacula ingår i släktet Liptena och familjen juvelvingar. Inga underarter finns listade i Catalogue of Life.